# Кам'янець (літописне місто, Волинь)
Кам'янець — порубіжне місто Волинського князівства з Київською землею.

## Основні відомості
Місто під назвою Кам'янець уперше згадано в Київському літописі під 1196 роком. Розташовувалося на лівому березі річки Случ (притока Горині, басейн Дніпра).
Місто, очевидно, мало укріплення. Це випливає з розповіді Галицько-Волинського літопису про події 1238—1239 років.
Археологічно Кам'янець не вивчено.

## Локалізація міста
Кам'янець розташовувався на місці села Кам'янка, яке в часи Російської імперії входило до Новоград-Волинського повіту Волинської губернії, у радянський час — до Дзержинського (нині Романівського) району Житомирської області. 1957 року на базі Кам'янки та трьох найближчих сіл (Старий Миропіль, Новий Миропіль і Миропіль) утворено селище міського типу Миропіль.